# Bordeaux-Saint-Clair
Bordeaux-Saint-Clair é uma comuna francesa na região administrativa da Normandia, no departamento de Sena Marítimo. Estende-se por uma área de 10,29 km². Em 2010 a comuna tinha 679 habitantes (densidade: 66 hab./km²).